# Chartreuse de Liège
 (décembre 2022).
La chartreuse de Liège (ou Notre-Dame, ou Tous-Les-Apôtres du Mont-Cornillon, Domus Duodecim Apostolarum en latin) était un monastère de moines chartreux construit sur le mont Cornillon, une colline élevée qui surplombe le confluent de l'Ourthe et de la Meuse, à Liège (Belgique).
Les moines-ermites de Saint-Bruno (fondateur de l'ordre des Chartreux) occupèrent le monastère de 1360 à 1794. Ce dernier a donné son nom au quartier « La Chartreuse » qui fait aujourd'hui partie de la ville de Liège. Le bâtiment est maintenant abandonné et laisse place aux graffitis.

## Histoire du monastère

### Origines
En 1106 une chapelle est érigée sur les hauteurs du Mont Cornillon. Vingt ans plus tard (1126), les chanoines prémontrés présents à Floreffe depuis 1121 s’établissent près de la chapelle. Leur abbaye est dédiée aux douze apôtres. Les actes de violence armée et de pillages y sont fréquents car le Mont-Cornillon a une position stratégique dominant la ville de Liège. Aussi les prémontrés quittent les lieux en 1288.

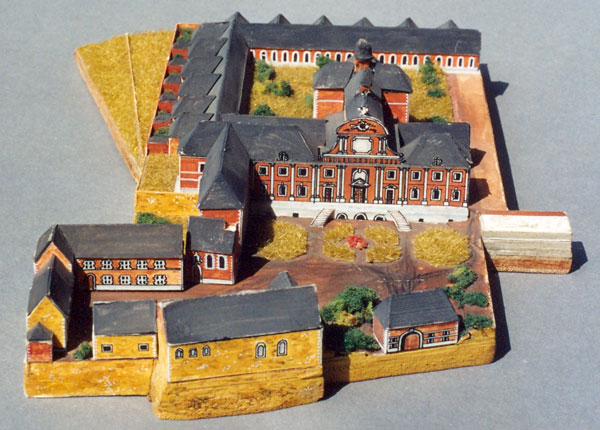
Maquette

Le monastère des prémontrés est transformé en forteresse qui devient le Château de Cornillon. L’occupation militaire, avec fréquentes batailles pour le contrôle des lieux, dure jusqu’en 1336, date de la prise de la forteresse par les liégeois eux-mêmes, en lutte contre leur prince-évêque Adolphe de La Marck. Elle est alors détruite.

### Arrivée des chartreux

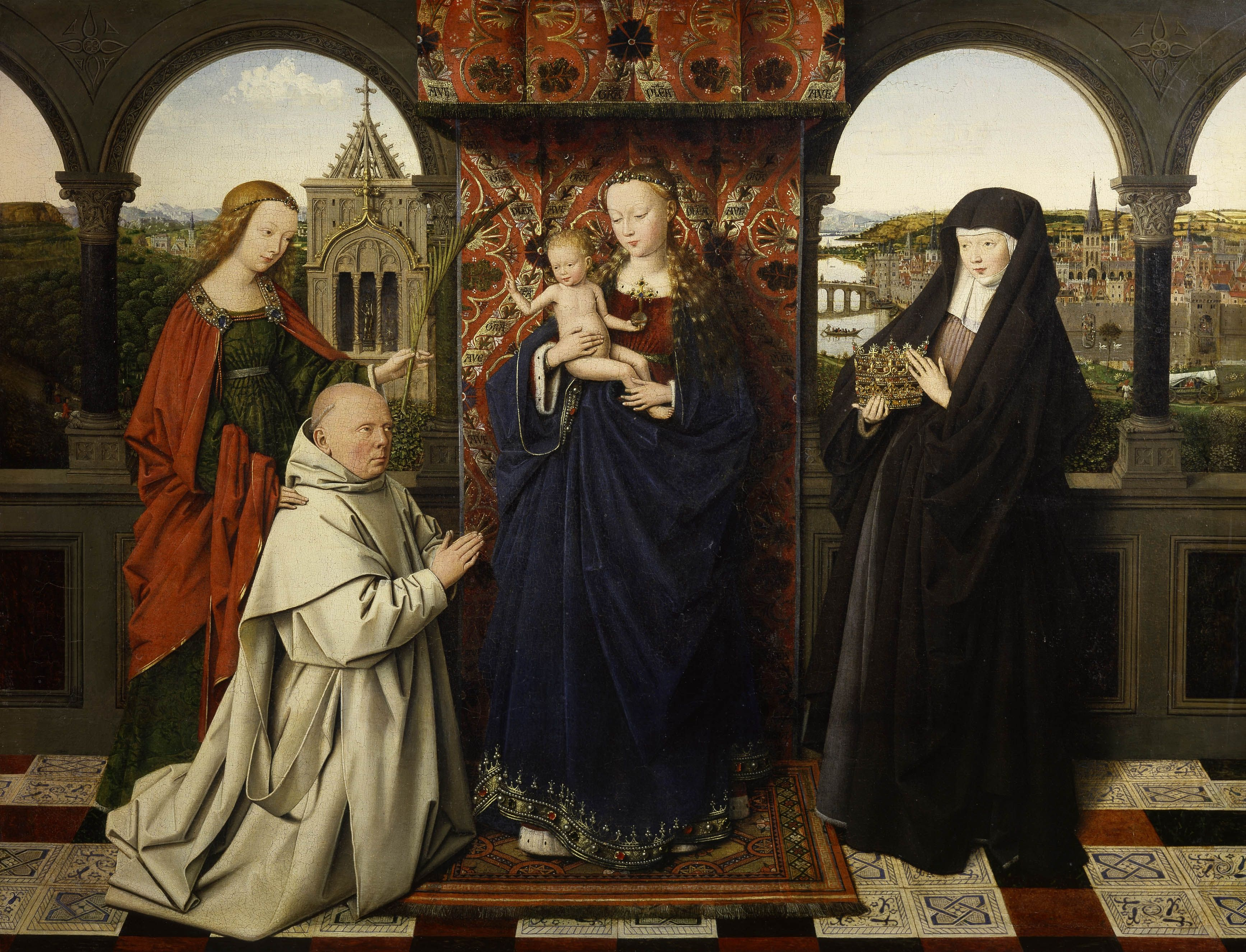
La Vierge au Chartreux de Jan Van Eyck, à gauche en retrait Cornillon et la Chartreuse

En 1357, agissant en réponse à la vision d’une procession de personnages vêtus de blanc se dirigeant vers l’église de Cornillon qu’aurait eu un saint homme de la ville, le prince évêque de Liège, Engelbert III de La Marck offre aux chartreux de s’établir sur le Mont Cornillon, un lieu devenu quasi désert. Choisis par le chapitre général cartusien, quatre ermites de Saint Bruno s’installent dans ce qui reste des bâtiments abandonnés de la forteresse, au sommet du Mont-Cornillon en 1360. De ce jour-là le nom de ‘Chartreuse’ est définitivement lié à la colline dominant le confluent de l’Ourthe avec la Meuse.
Les chartreux connaissent des longues périodes de tranquillité qui permettent le développement du monastère. La règle de l’Ordre (les Consuetudines Cartusiae) ne permettant pas l’acquisition excessive de terres, la chartreuse de Liège n’est jamais très prospère. Lors de conflits armés le monastère est cependant souvent occupé militairement.

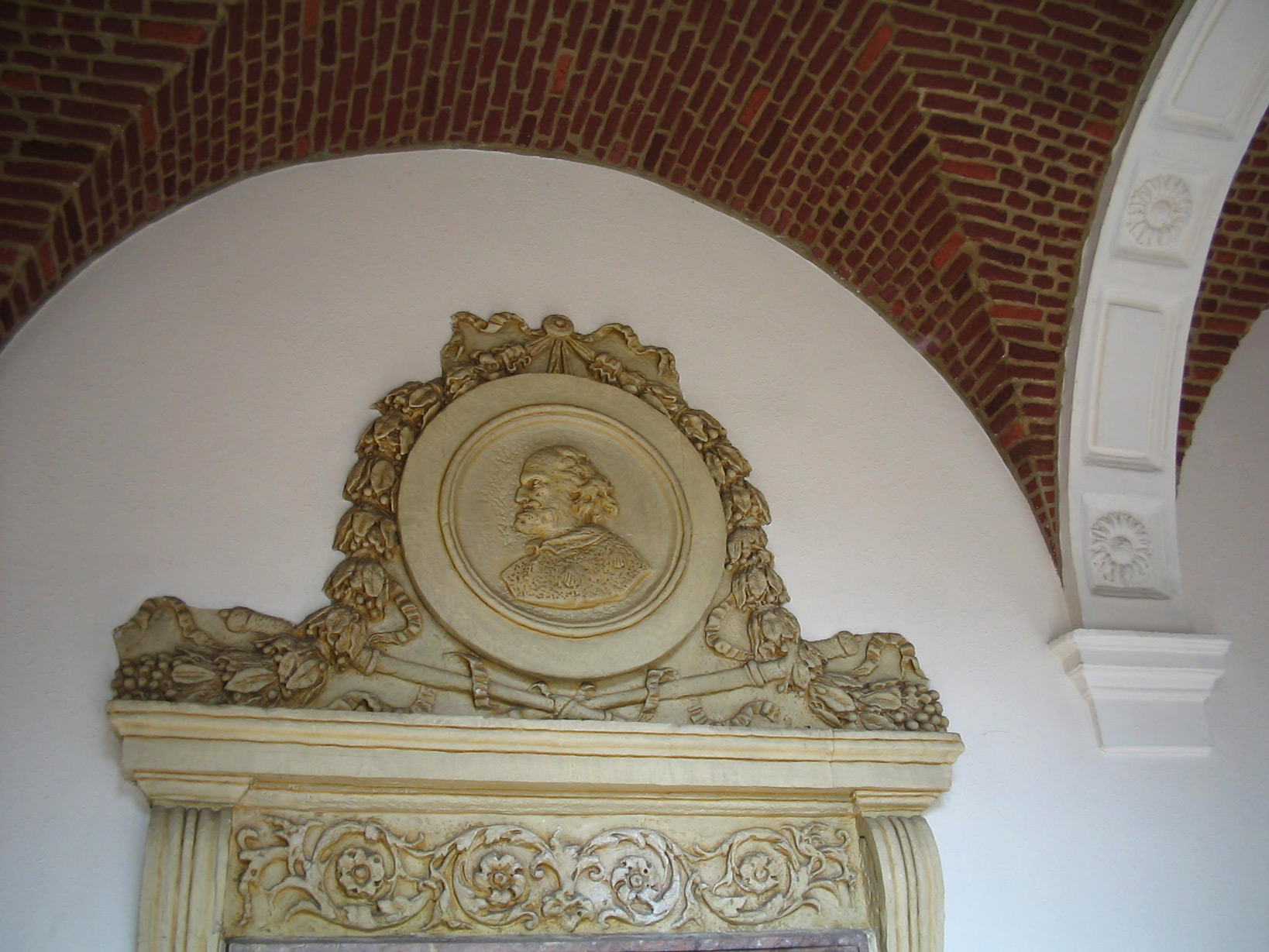
Entrée d'une cellule dans le grand cloître

Le 13 janvier 1487, un incendie, allumé par les troupes d'Évrard III de La Marck, consume l'entièreté de l'église « avec les œuvres d'art qu'elle contenait, les autels et aussi les livres liturgiques et qui devaient, en raison de leur destination, constituer le joyau de la bibliothèque. Celle-ci, heureusement, était abritée dans un local complètement isolé par une muraille de pierre ; elle dut à cette situation privilégiée d'échapper à la destruction de tout le monastère. » (Stiennon, in litt.)
Le plus grave arrive en 1691. Après avoir été assiégé pendant quatre jours, le monastère est investi par les troupes du maréchal de Boufflers qui, des hauteurs du mont Cornillon, bombardent la ville de Liège avant de devoir se retirer devant les troupes hollandaises. Sous la direction de Menno van Coehoorn, les Hollandais fortifient le monastère. Dix ans plus tard (1701), les troupes françaises qui s’y réinstallent après l'évacuation des moines. Ces dernières en sont chassées en 1702, durant la guerre de Succession d'Espagne, par les troupes confédérées du duc de Marlborough.

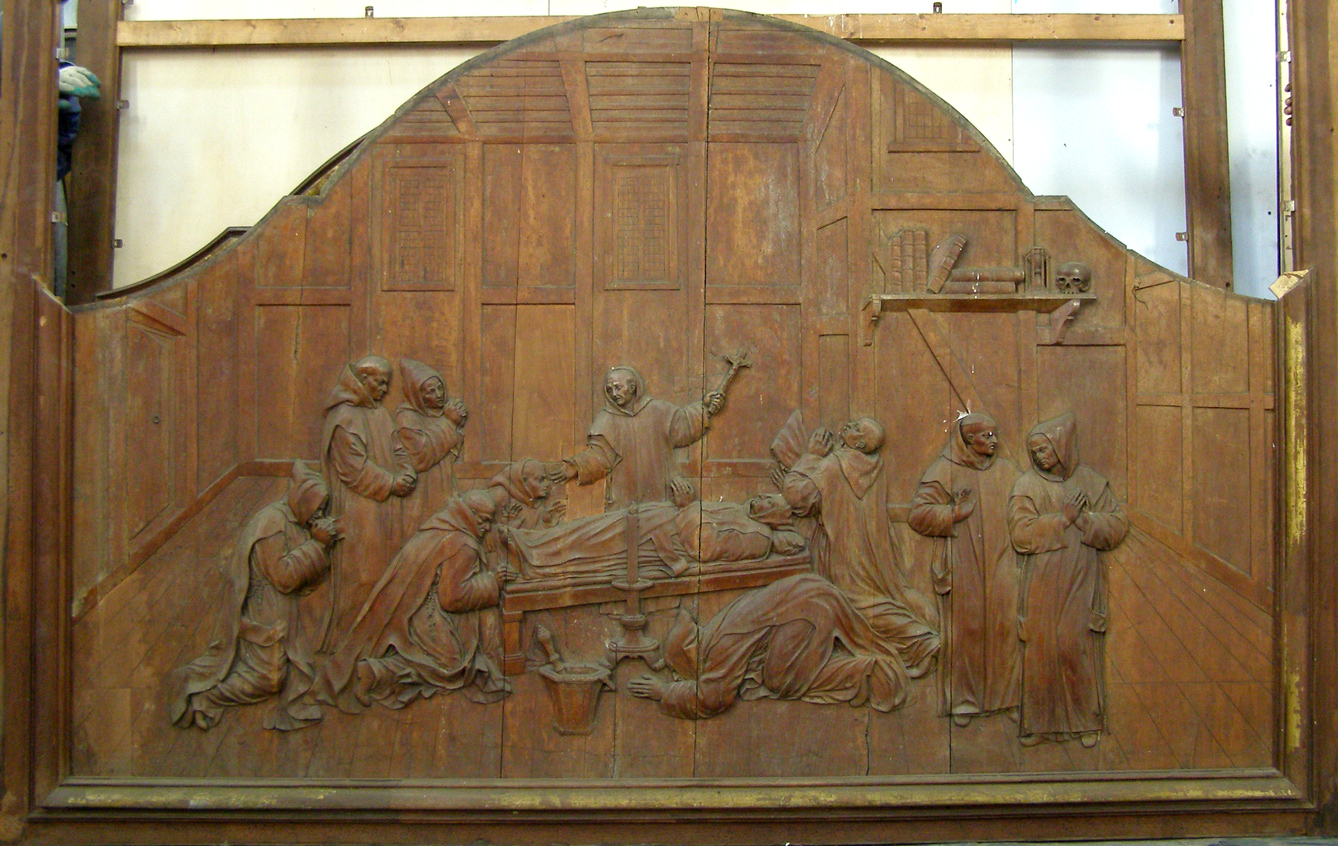
La mort de saint Bruno

Les chartreux reprennent possession des lieux en 1703. La paix revenue, ils démolissent les fortifications et reconstruisent leur monastère. Le XVIIIe siècle, période relativement tranquille, permet un nouvel essor de la chartreuse. Les lieux sont embellis.

### Fin du monastère de la Chartreuse
En 1792, le général Dumouriez et les troupes révolutionnaires françaises entrent dans la ville de Liège. La chartreuse subit le même sort que les autres abbayes des Pays-Bas méridionaux et est saccagée et pillée. Les biens sont confisqués. Les moines sont expulsés (1794). En 1797, tout est mis en vente publique. C’est la fin de la Chartreuse de Liège comme monastère.
En 1817, les Hollandais réinvestissent le Mont Cornillon pour y construire un nouveau fort à quelques centaines mètres au Sud-Est : le Fort de la Chartreuse, plus imposant encore que les précédents.

## Projet immobilier
Un promoteur immobilier dépose en 2008, 2017 et 2019 des demandes de permis d'urbanisme afin de développer un projet immobilier de logements de luxe. Les riverains s'opposèrent au projet à plusieurs reprises et la zone à bâtir fut occupée et transformée en Zone à défendre à partir de mars 2022, et jusqu'au mois de septembre 2022.
Lors d'une table ronde organisée par le bourgmestre de la Ville de Liège, un accord a été trouvé entre les représentants de l'occupation, les associations et les représentants du promoteur immobilier. Après six mois d’occupation sur une parcelle de la Chartreuse, et en echange d'autre parcelles communales, le promoteur s'engage donc à ne poursuivre aucun projet immobilier sur l'ensemble du site lui appartenant.

## Pour compléter

### Archives du site de la Chartreuse
De nombreux documents relatifs à l'histoire de la Chartreuse (forts et monastère), ainsi qu'au combat mené pour sa préservation, ont été déposés par l'asbl Études & Environnement aux Archives de l'État à Liège, ainsi qu'au Centre de documentation de la Vie Wallonne.